# ヴァン・ダム IN コヨーテ
『ヴァン・ダム IN コヨーテ』（原題: Inferno）は、1999年のアメリカ映画。

## スタッフ
- 監督：ジョン・G・アヴィルドセン
- 製作：イヴツェン・コラー、ジャン＝クロード・ヴァン・ダム
- 製作総指揮：マイケル・リヴォトニー
- 脚本：トム・オルーク
- 撮影：ロス・A・ミール
- 音楽：ビル・コンティ
- 美術：マイケル・リヴォトニー

## キャスト
| 役名                     | 俳優                             | 日本語吹替     | 日本語吹替                      |
| 役名                     | 俳優                             | ソフト版       | テレビ東京版                    |
| ------------------------ | -------------------------------- | -------------- | ------------------------------- |
| エディ・ロマックス       | ジャン＝クロード・ヴァン・ダム   | 大塚芳忠       | 山寺宏一                        |
| ジュバル・アーリー       | パット・モリタ                   | 峰恵研         | 上田敏也                        |
| ジョニー・シックス・トウ | ダニー・トレホ                   | 小林清志       | 小林清志                        |
| ロンダ・レイノルズ       | ガブリエル・フィッツパトリック   | 金野恵子       | 深見梨加                        |
| イーライ                 | ビル・アーウィン                 | 小林清志       | 八奈見乗児                      |
| マット・ホーガン         | デビッド・シャーク・フラリック   | 藤原啓治       | 水内清光                        |
| ジェシー・ホーガン       | サイラス・ウェイアー・ミッチェル | 宗矢樹頼       | 北沢洋                          |
| ピーター・ホーガン       | ジョナサン・アヴィルドセン       | 羽柴秀矢       | 村治学                          |
| ラムジー・ホーガン       | ラリー・ドレイク                 | 長嶝高士       | 天田益男                        |
| ナレーション             | ナレーション                     | 小林清志       | 山寺宏一                        |
|                          |                                  |                |                                 |
| 翻訳                     |                                  | 今井朗子       | 徐賀世子                        |
| 演出                     |                                  | 本吉伊都子     | 壷井正                          |
| 調整                     |                                  | 飯塚秀保       | 藤樫衛                          |
| 効果                     |                                  |                | リレーション                    |
| プロデューサー           |                                  |                | バブルネック涼 荒井正和         |
| 制作協力                 |                                  |                | 高柴隆一 （HEATHER）            |
| 制作                     |                                  | グロービジョン | グロービジョン                  |
| 初回放送                 |                                  |                | 2002年11月14日 『木曜洋画劇場』 |